# Сейлем (селище, Нью-Йорк)
Сейлем (англ. Salem) — селище (англ. village) в США, в окрузі Вашингтон штату Нью-Йорк. Населення — 811 особа (2020).

## Географія
Сейлем розташований за координатами 43°10′22″ пн. ш. 73°19′35″ зх. д. / 43.17278° пн. ш. 73.32639° зх. д. (43.172673, -73.326450).  За даними Бюро перепису населення США в 2010 році селище мало площу 7,58 км², уся площа — суходіл.

## Демографія
Згідно з переписом 2010 року, у селищі мешкало 946 осіб у 382 домогосподарствах у складі 260 родин. Густота населення становила 125 осіб/км².  Було 417 помешкань (55/км²).
Расовий склад населення:
| - 96,6 % — білих - 1,5 % — чорних або афроамериканців - 0,2 % — азіатів |

До двох чи більше рас належало 1,7 %. Частка іспаномовних становила 1,5 % від усіх жителів.
За віковим діапазоном населення розподілялося таким чином: 23,4 % — особи молодші 18 років, 59,7 % — особи у віці 18—64 років, 16,9 % — особи у віці 65 років та старші. Медіана віку мешканця становила 42,1 року. На 100 осіб жіночої статі у селищі припадало 93,1 чоловіків;  на 100 жінок у віці від 18 років та старших — 91,8 чоловіків також старших 18 років.
Середній дохід на одне домашнє господарство  становив 57 283 долари США (медіана — 47 083), а середній дохід на одну сім'ю — 71 182 долари (медіана — 61 250). Медіана доходів становила 47 750 доларів для чоловіків та 36 250 доларів для жінок. За межею бідності перебувало 8,2 % осіб, у тому числі 11,5 % дітей у віці до 18 років та 7,9 % осіб у віці 65 років та старших.
Цивільне працевлаштоване населення становило 335 осіб. Основні галузі зайнятості: освіта, охорона здоров'я та соціальна допомога — 25,7 %, роздрібна торгівля — 20,0 %, виробництво — 10,4 %, мистецтво, розваги та відпочинок — 9,9 %.